# Andreas Albers
Andreas Albers Nielsen (Skive, 23 marzo 1990) è un calciatore danese, attaccante del St. Pauli.

## Palmarès

### Club

#### Competizioni nazionali
- Campionato tedesco di seconda divisione: 1

St. Pauli: 2023-2024